# Parepactophanes tumenae
Parepactophanes tumenae is een eenoogkreeftjessoort uit de familie van de Canthocamptidae. De wetenschappelijke naam van de soort is voor het eerst geldig gepubliceerd in 2004 door Karaytug & Huys.